# Častá
Častá es un municipio del distrito de Pezinok en la región de Bratislava, Eslovaquia, con una población estimada a final del año 2024 de 2419 habitantes.
Se encuentra ubicado al este de la región, en el valle del río Morava y cerca de la frontera con la región de Trnava y con Austria.

## Demografía
| Año        | 1994 | 2004    | 2014    | 2024    |
| ---------- | ---- | ------- | ------- | ------- |
| Población  | 1948 | 2094    | 2212    | 2419    |
| Diferencia |      | +7,49 % | +5,63 % | +9,35 % |

| Año        | 2023 | 2024    |
| ---------- | ---- | ------- |
| Población  | 2396 | 2419    |
| Diferencia |      | +0,95 % |